# Balduin Bählamm, der verhinderte Dichter

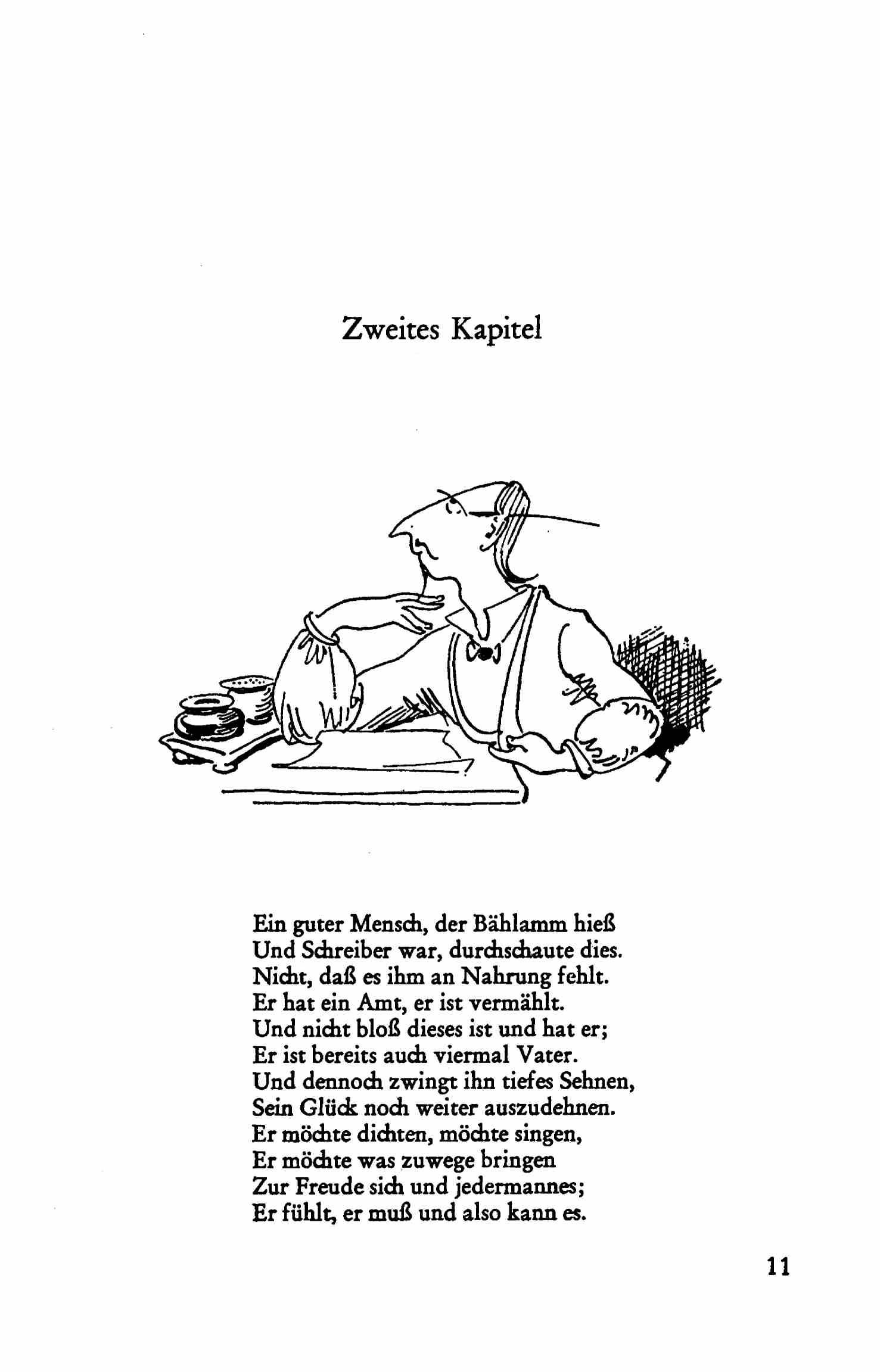

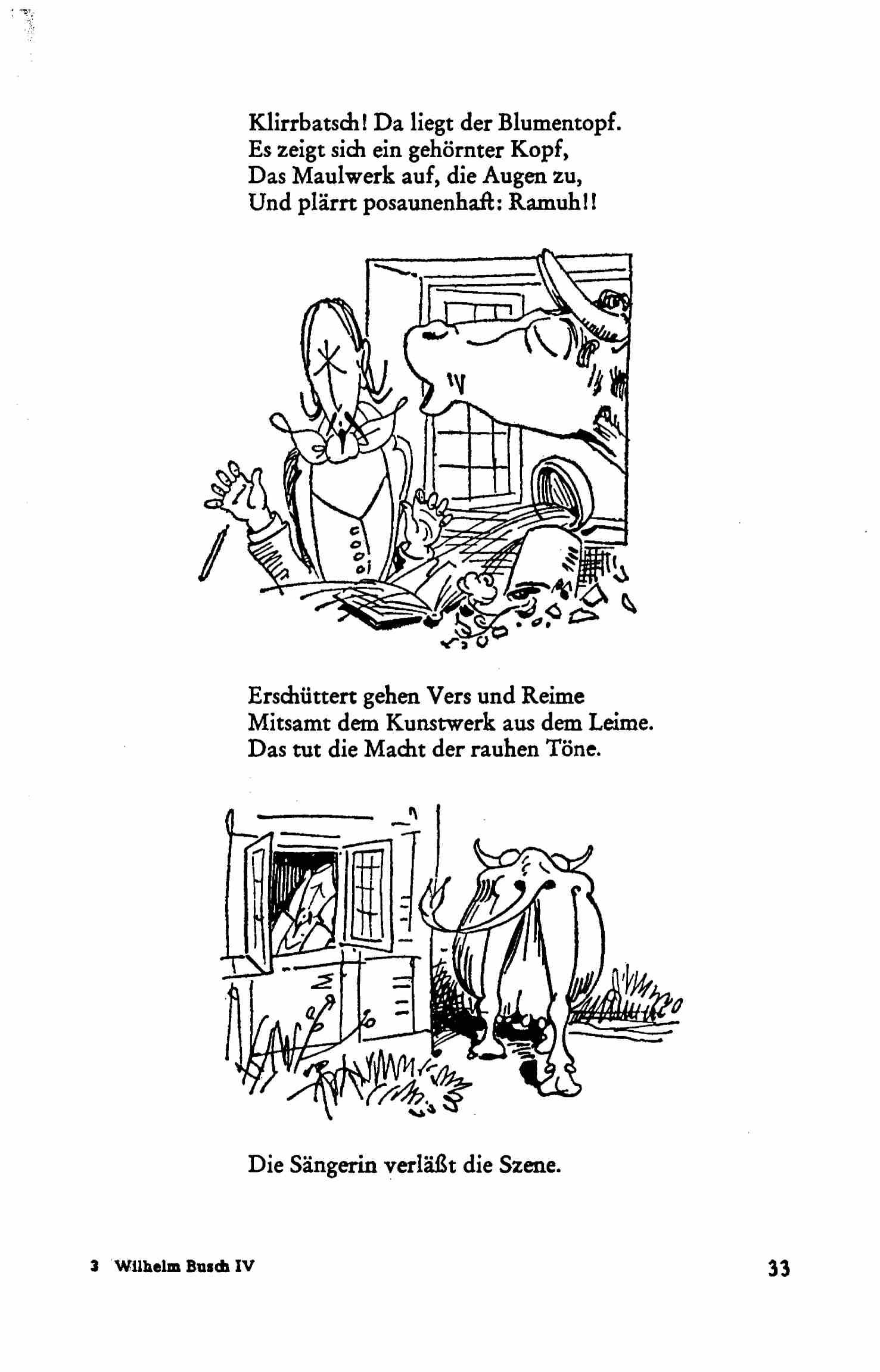

Balduin Bählamm, der verhinderte Dichter ist die vorletzte Bildergeschichte, die der humoristische Dichter und Zeichner Wilhelm Busch verfasste. Er thematisiert in ihr ähnlich wie in seiner letzten Bildergeschichte Maler Klecksel unter anderem künstlerisches Scheitern, was von einigen Buschbiografen als Selbstkommentar zu seinem Leben gewertet wird. Wilhelm Busch war zwar als Karikaturist und Reimer bekannt; seine Versuche, sich als ernsthafter Maler und Dichter zu etablieren, scheiterten aber. Sein Gedichtband Kritik des Herzens war auf keine Resonanz gestoßen; seine Gemälde entsprachen nicht seinem eigenen Anspruch, so dass er zeitlebens keine Ausstellung bestritt.
Seine Bildergeschichte ist Spott über die Kitschautoren seiner Zeit. Ziel des Spottes war vor allem der von König Max geförderte Münchner Dichterkreis Die Krokodile, der sich um Emanuel Geibel, Friedrich Bodenstedt, Paul Heyse und andere gebildet hatte.

## Inhalt
Die Bildergeschichte besteht aus neun Kapiteln und einem „Schluß“. Sie beginnt mit der ironischen Betrachtung
Wie wohl ist dem, der dann und wann

Sich etwas Schönes dichten kann!
Der sich anschließend über vier Seiten erstreckende (noch) nicht illustrierte Text über das Dichten als solches ist ein Höhepunkt der humoristischen Reflexion Wilhelm Buschs.
Danach wird Balduin Bählamms aktuelle Geschichte erzählt: Er ist Vater von vier Kindern und Möchtegerndichter, der seinem Alltag zu entfliehen sucht, weil er sich der Dichtkunst widmen will. Er ist der Prototyp jener Sonn- und Feiertagsdichter der Gründerjahre, die den Leser „erbauen“ wollen.
Zu Hause hängt er Hut und Rock

An den gewohnten Kleiderstock

Und schmückt in seinem Kabinet

Mit Joppe sich und Samtbaret,

Die, wie die Dichtung Vers und Reim,

Den Dichter zieren, der daheim.
Im Fall von Balduin Bählamm verhindern jedoch die realen Verpflichtungen und die Widrigkeiten des prosaischen Alltags, dass es ihm je gelingt, seine poetischen Einfälle niederzuschreiben. Damit bleibt zugleich offen, ob die ihm erscheinenden Geistesblitze überhaupt Dichtung oder auch nur notierbar sind. Nach einer ganzen Reihe grotesker Missgeschicke, die den Inhalt der Bildergeschichte ausmachen, erscheint ihm endlich im Traum die Dichtermuse als eine in Weiß gehüllte Flügeldame, aber auch sie entpuppt sich nur als Umdeutung jüngst erlebter Unbill. Er darf froh sein, dass ihn seine Frau jäh aus den Träumen reißt und in die Wirklichkeit zurückführt:
Die himmlische Gestalt verschwindet,

Und nur das Eine ist begründet,

Frau Bählamm ruft, als er erwacht:

Heraus, mein Schatz! Es ist schon acht!

## Ausgaben
- Wilhelm Busch: Balduin Bählamm oder Der Verhinderte Dichter. Faksimile der Handschrift von 1883 mit Erläuterungsband.  (= Faksimiledruck der Wilhelm-Busch-Gesellschaft; Band 18). Wilhelm-Busch-Gesellschaft, Hannover 1980
- Wilhelm Busch: Balduin Bählamm der verhinderte Dichter. In: Rolf Hochhuth (Hrsg.): Wilhelm Busch, Sämtliche Werke und eine Auswahl der Skizzen und Gemälde in zwei Bänden. Band 2: Was beliebt ist auch erlaubt. Bertelsmann, Gütersloh 1959, S. 496–559.

## Belege

### Einzelbelege
1. ↑  siehe beispielsweise Diers, S. 147
2. ↑  Kraus, S. 101. Siehe auch Johannes Mahr (Hrsg.), Die Krokodile. Ein Münchner Dichterkreis, Stuttgart (Reclam) 1987